# Jonathan Hutchinson

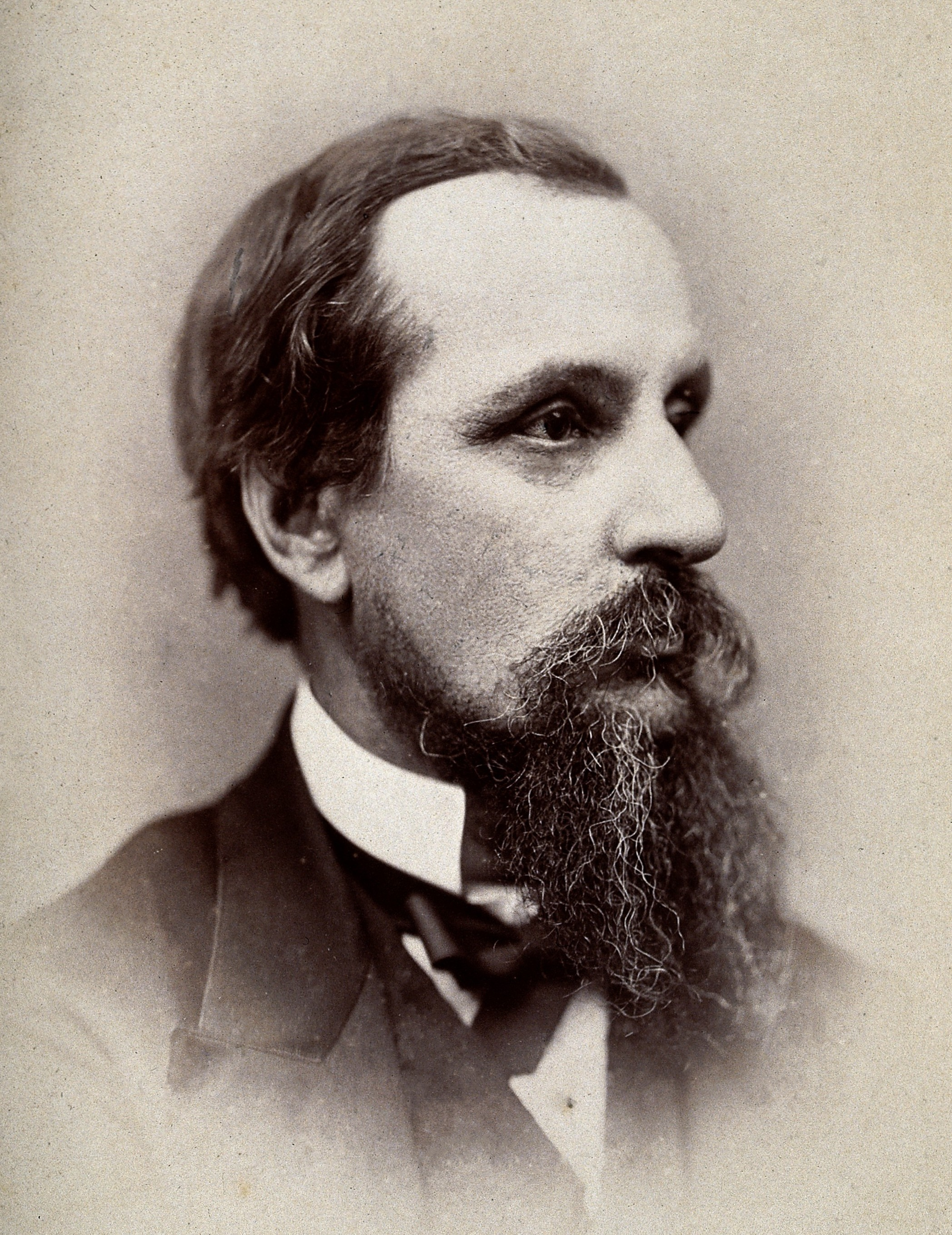
Jonathan Hutchinson

Sir Jonathan Hutchinson (* 23. Juli 1828 in Selby, Yorkshire; † 26. Juni 1913 in Haslemere, Surrey) war ein englischer Chirurg, Dermatologe und Pathologe.

## Leben
Sein Mentor war Sir James Paget (1814–1899). Als Augenarzt war Hutchinson 1851 im London Ophthalmic Hospital tätig. 1854 wechselte er als Chirurg zum Bartholomew’s Hospital London. Auch als Venerologe und Allgemeinarzt war er in London tätig. Sein Arbeitsschwerpunkt war die in der Zeit in England vorherrschende Syphilis. Darüber hinaus war Hutchinson Mitglied der Dermatological Society of London, sowie Mitarbeiter und später Professor am Royal College of Surgeons. 1909 wurde er als Knight Bachelor geadelt.

## Leistungen und Irrtümer
Während seiner Lebenszeit publizierte er über 1200 medizinische Artikel. Unter anderem kann man ihm 1869 die Erstbeschreibung der Sarkoidose zurechnen, auch wenn er Symptome irrtümlich der Gicht des Patienten zuschrieb.
Das Hutchinson-Gilford-Syndrom ist ein Vergreisungssyndrom, das in frühster Kindheit zu einer Alterung (Progerie) von Haut, Skelett und Blutgefäßen führt.
Als Hutchinson-Trias werden jene drei Symptome bezeichnet, die bei angeborener Syphilis eine rasche Diagnose erlaubten.
Nach ihm ist auch das Hutchinson-Siegrist-Neubauer-Syndrom benannt.
Nachdem Hutchinson eine Übersetzung der Arbeit des französischen Arztes Auguste Maurice Raynaud gelesen hatte, führte er den Begriff Raynaud-Syndrom in der medizinischen Fachwelt ein und erkannte zudem als erster, dass der Erkrankung mehrere Ursachen zugrunde liegen können.
Darüber hinaus gilt Hutchinson als der „Vater der modernen Zirkumzision“. Allerdings meinte er, diese könne sexuell übertragbare Erkrankungen wie die Syphilis und Gonorrhoe verhindern, da seine Analyse von 330 entsprechenden Fällen ergeben hatte, dass diese bei Juden (die am achten Tag nach der Geburt rituell beschnitten werden) weniger häufig als bei Nicht-Juden auftraten. Er versäumte dabei allerdings, die Bevölkerungszahl der Juden in London der der Nichtjuden gegenüberzustellen – was zu gegenteiligen Schlussfolgerungen hätte führen müssen. Dennoch wurde seine Untersuchung über Jahrzehnte als der Beweis angeführt, mit einer vorsorglichen Beschneidung im Kindesalter beispielsweise die Erkrankungsrate an Syphilis um bis zu 49 % herabsetzen zu können.
Hutchinson selbst wieder glaubte seinen Patienten erlauben zu dürfen, zwei Jahre nach einer sechsmonatigen Quecksilberkur neuerlich bedenkenlos Sexualkontakte aufzunehmen – ein fataler Fehlschluss, wie man heute weiß.
Zudem war er bis an sein Lebensende davon überzeugt, dass es sich bei der Syphilis und der Framboesie um ein und dasselbe Krankheitsbild handle, und bereiste die halbe Welt um zu beweisen, dass es sich bei der Lepra nicht um eine ansteckende Krankheit handle, sondern diese durch den Verzehr verdorbener Fische entstehe.
Hutchinson empfahl bei übermäßiger Masturbation die Beschneidung.